# Medicina. Legalis. Baltica
Medicina. Legalis. Baltica war von 1992 bis 1993 eine internationale Fachzeitschrift, gegründet und  herausgegeben in Vilnius (Litauen) vom Verein der baltischen Rechtsmedizin (Baltijos teismo medicinos asociacija). Sie beschäftigte sich mit Theorie und Praxis der Rechtsmedizin, Organisation der Medizinämtern im Baltikum. Es gab 4 Nummer. Tirage betrug 1.000 Exemplare. Verantwortlicher Redakteur war Gerichtsmediziner Antanas Algirdas Garmus.